# Storia dei Sumeri
La storia dei Sumeri spazia su circa 2000 anni: essa prende avvio intorno alla metà del IV millennio a.C. (o ai suoi inizi, secondo alcuni studiosi), con il periodo di Uruk, una fase della storia del Vicino Oriente antico che vede l'emergere della città (o "rivoluzione urbana"), una rilevante crescita demografica, una stratificazione sociale articolata come mai in passato, una architettura monumentale, la nascita dell'arte della guerra, l'uso del tornio, la manipolazione dei metalli (incluse leghe come il bronzo) e la progressiva adozione della scrittura cuneiforme, inizialmente per ragioni contabili.
Il nome "Sumeri" fu scelto dallo studioso franco-tedesco Julius Oppert, che lo mutuò da "Sumer", nome tradizionale di una regione della Bassa Mesopotamia presente nel titolo regale "Re di Sumer e Akkad".
I Sumeri sostenevano che la loro civiltà fosse stata portata, già completamente formata, alla città di Eridu (probabilmente da Dilmun, identificato in seguito con l'attuale Bahrein) dal loro dio Enki o dal suo aiutante Adapa (chiamato Oannes da Berosso).
Questa rivendicazione forse deriva dal fatto che Eridu si trovava allora sulla linea costiera del golfo Persico ed era la più antica città della Mesopotamia meridionale.
Per quanto riguarda la ricostruzione cronologica delle più antiche dinastie sumeriche, ci possiamo basare sulla Lista reale sumerica, un documento che contiene i nomi dei re delle antiche dinastie; tuttavia molti nomi sono probabilmente mitici e soltanto alcuni di essi sono stati autenticati attraverso gli scavi archeologici. Oltretutto la dinastia a noi oggi più nota, quella di Lagash, non viene nemmeno menzionata.
Alcuni studiosi ritengono che le città sumere abbiano inizialmente avuto una semplice “democrazia” dove tutti i cittadini potevano votare. Essi potevano persino votare se iniziare o meno una guerra. Si ritiene che il re (lugal) inizialmente fosse scelto da un consiglio di cittadini soltanto in tempo di guerra.
Con il termine “Dinastia” per la storia sumerica, non si intende un insieme di sovrani appartenenti a una stessa famiglia, ma più in generale una successione di re che governarono una città. I titoli che i sovrani sumeri hanno usato sono vari: ensi (governante), lugal (re) o en (signore, con implicazioni religiose). Il termine lugal fu usato soprattutto per sovrani che controllavano più di una città-stato ed ensi per coloro che governavano una sola città, come vassallo o come figura indipendente. Il termine en fu usato nei periodi più antichi e più tardi per indicare i sommi sacerdoti delle varie città.

## Periodo antidiluviano

### Periodo di Ubaid
Le principali innovazioni tecnologiche e socio-culturali che caratterizzano la civiltà sumerica, fra cui l'urbanizzazione, non sono state portate con sé dai Sumeri, ma progressivamente elaborate sul posto a contatto con le culture locali. Esistevano vari complessi culturali in Mesopotamia precedenti l'arrivo dei Sumeri, che probabilmente giunsero in quel lasso di tempo che va dall'inizio del periodo di Ubaid alla fine del periodo di Uruk.
Il processo di urbanizzazione inizia nel cosiddetto periodo di Ubaid (circa 4500-3500 a.C.). I centri principali in questa fase sono soprattutto: Eridu e Ur nel profondo sud mesopotamico. Questa fase si caratterizza dunque per una generale tendenza alla centralizzazione che porterà alla nascita di aggregati socioeconomici e politici molto più complessi dei precedenti villaggi neolitici che caratterizzavano le culture anteriori; questo porterà, ad esempio, alla costruzione dei primi canali che permettono di controllare le piene e ridistribuire l'acqua. Inoltre sin dal 3800 a.C. i Sumeri costruirono case, palazzi e edifici religiosi con mattoni di argilla rinforzata con canne, rendendo in questo modo più solide le costruzioni.

### Periodo di Uruk

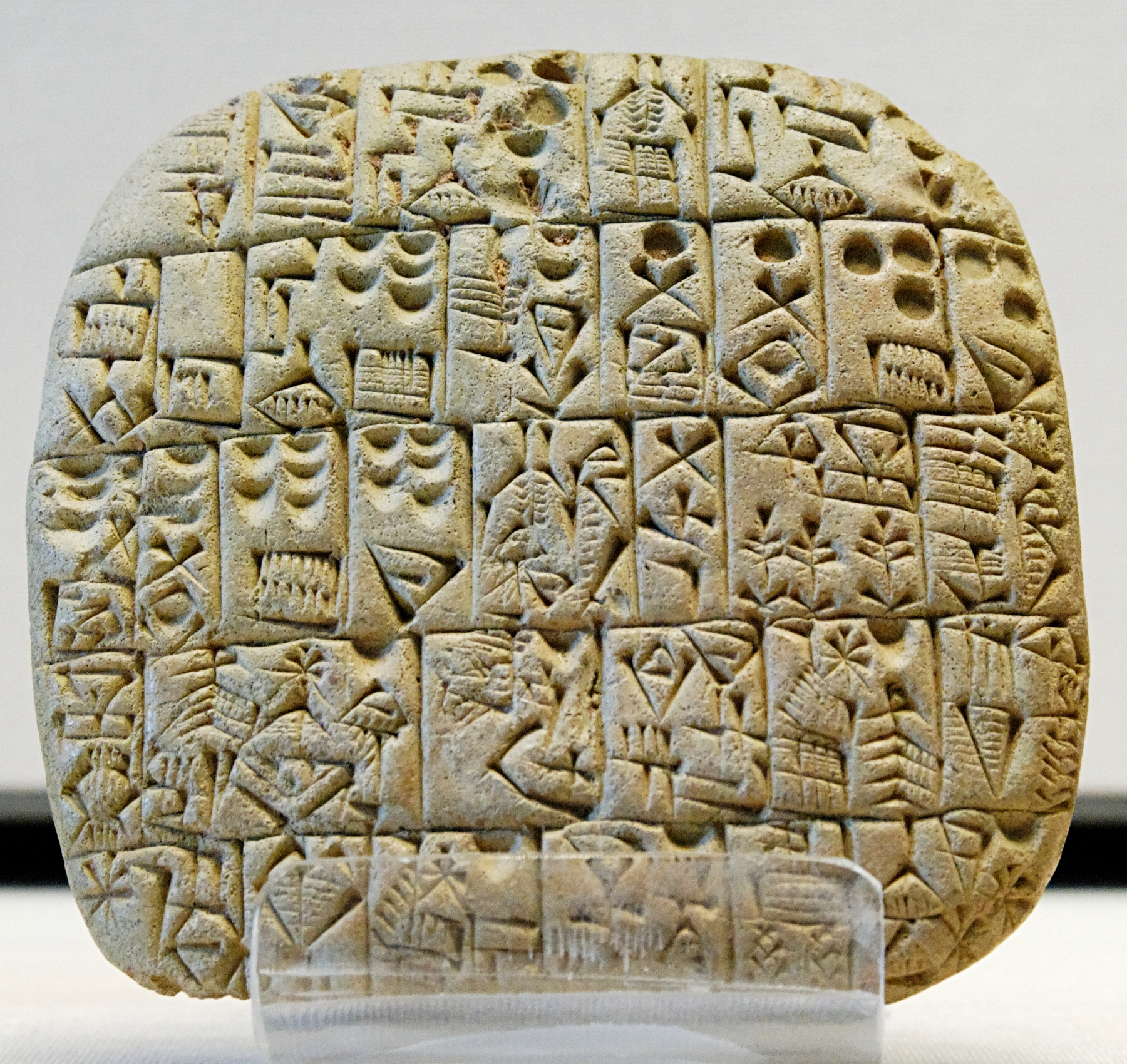
Contratto di vendita di un campo e una casa. Shuruppak, ca 2600 a.C.

Come detto, la Lista Reale Sumerica annota i nomi dei primi re antidiluviani che sono contraddistinti da regni di durata lunghissima. La prima città ad assumere la regalità fu, secondo la lista Sumera, Eridu, quindi a seguire Bad-tibira, Larak, Sippar e infine Šuruppak. Nel periodo di egemonia di Suruppak la lista descrive l'avvento di un diluvio universale che mise fine al regno. 

Il diluvio di cui si parla è riconosciuto dagli archeologi come fatto storico in quanto è stata confermata la presenza di uno spesso strato di limo (spesso 3 metri), depositato subito dopo l'oscillazione di Piora, concentrato soprattutto sulla città di Šuruppak ed esteso fino a Kish. Il diluvio in questione sarebbe quindi avvenuto fra il 2900 e il 2700 a.C. Si trattò ovviamente di un diluvio locale.

## Periodo protodinastico

### Periodo protodinastico I (ca. 2900-2750 a.C.)
In questo periodo si assistette alla nascita delle prime città-stato. È difficile identificare cosa, tranne lo sviluppo dell'irrigazione, abbia ispirato la nascita di comunità urbane. I centri di Eridu e Uruk, due delle più antiche città mesopotamiche, avevano grandi complessi di templi costruiti in mattoni come la ziqqurat e altri piccoli templi racchiusi da un recinto sacro: l'area sacra. Questi, all'inizio, si svilupparono come piccoli luoghi sacri con attorno le prime comunità, ma con il tempo divennero le strutture più imponenti e importanti delle loro rispettive città. Ogni tempio racchiuso era dedicato a un rispettivo dio tranne la ziqqurat. Non sono ancora state trovate iscrizioni che confermino i nomi associati al Periodo protodinastico I.

### Periodo protodinastico II (ca. 2750-2600 a.C.)

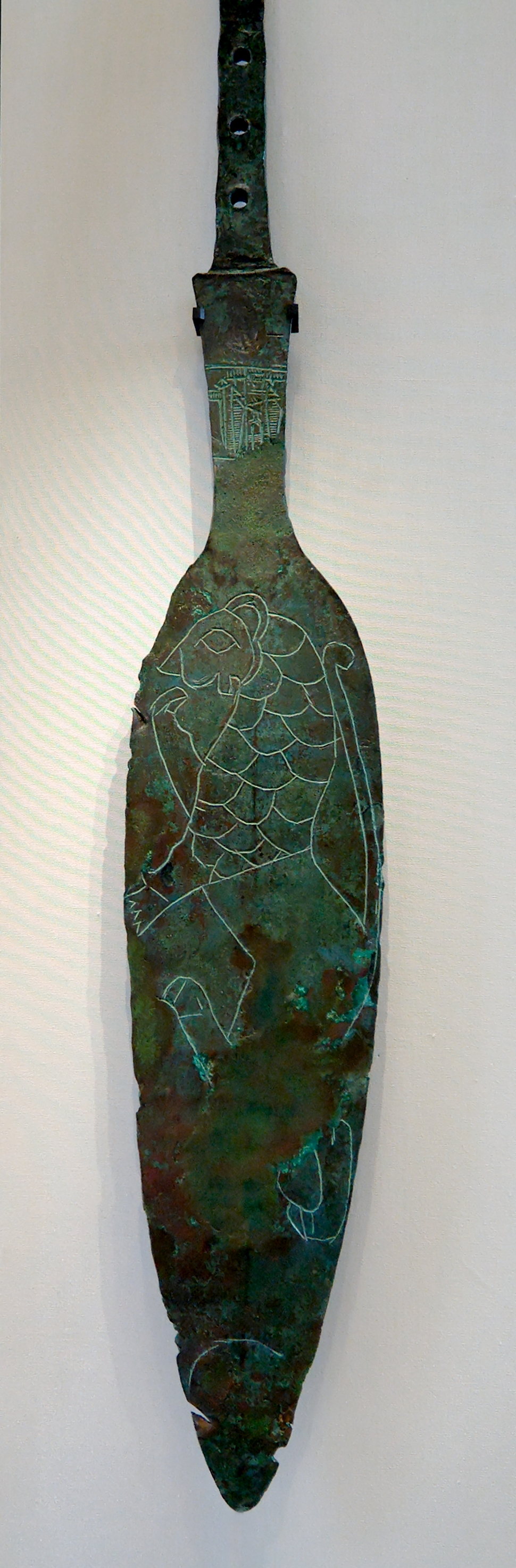
Colossale lancia con il nome di "Lugal, re di Kish". Rame, periodo protodinastico II, ca. 2600 a.C. Trovata a Telloh (antica Girsu).

Nel Periodo protodinastico II, a differenza di quello precedente, sono state ritrovate varie iscrizioni che confermano alcuni nomi che compaiono sulla Lista dei Re. 

#### Kish
Secondo la lista fu Kish la prima città ad ottenere l'egemonia politica dopo il diluvio. Il primo re della dinastia di Kish, il cui nome è accompagnato da informazioni aggiuntive, è quello di Etana. Lui viene detto "colui che stabilizzò il Paese". Secondo la leggenda governò per 1560 anni e fu un re pio e devoto agli dei, La lista prosegue con i nomi di altri otto re di Kish di cui non si ha nessuna conferma storica.
Il primo re sulla lista la cui esistenza storica è stata confermata è Enmebaragesi di Kish (ca. 2700 a.C.), ventiduesimo re di quella dinastia, che si dice abbia conquistato Elam e costruito il tempio di Enlil a Nippur. Il suo successore, il figlio o fratello Agga (2680 a.C.), sembra abbia combattuto contro Gilgameš di Uruk, il quinto re di la città, venendo infine sconfitto. Si concluse così l'egemonia di Kish.

#### Uruk
Fra il 2700 e il 2500 a.C. Uruk divenne la città egemone. Originariamente il suo nome era Eanna, che passerà poi ad indicare il tempio della città dedicato alla dea Inanna.
Fra i mitici re di questa dinastia si possono citare:
- Meskiaggasher (ca. 2800? a.C.), il fondatore della prima dinastia di Uruk. Nella lista dei re è detto “figlio di Utu”. Lui e i suoi immediati successori assunsero il titolo di en, cioè “signore” (ma il titolo implica sia funzioni laiche che religiose). La Lista dei re afferma che Meskiaggasher “entrò nei mari e salì sulle montagne”. Ciò può significare che tentò di conquistare le terre straniere o che condusse spedizioni per rendere sicure le rotte commerciali. La frase potrebbe anche intendere che lui ascese al cielo e fu deificato.
- Enmerkar (ca. 2750 a.C.) figlio di Meskiaher e secondo re della dinastia, noto soltanto da due poemi epici (“Enmerkar e il Signore di Aratta”, "Enmerkar ed En-Suhgir-Ana"). Viene detto “il costruttore della città”. Di questo personaggio, però, non abbiamo nessuna evidenza archeologica che possa confermarne l'esistenza. Secondo la leggenda, questo re conquistò la città di Aratta, probabilmente ubicata in Iran, vicino al mar Caspio. Ovviamente queste informazioni sono tratte solo dai suddetti poemi epici, ma questi rispecchiano, quasi sicuramente, le imprese e le conquiste dei vari re sumerici.
- Lugalbanda, terzo re della prima dinastia di Uruk e figlio di Enmerkar. Il suo nome compare soltanto, oltre che nella Lista dei re, in due poemi epici (detti “Lugalbanda I” e “Lugalbanda II”) in cui si afferma che sua moglie fosse la dea Ninsun. Da questa unione sarebbe nato Gilgameš. La Lista dei re lo definisce “il pastore”.
- Dumuzi, conosciuto attraverso il mito omonimo. La Lista dei re lo descrive come “il pescatore, la cui la città fu Kua”. Non è stata trovata nessuna prova archeologica della sua esistenza e non possiamo quindi capire il motivo per cui è stato associato al mito del “dio morente”.
- Gilgameš (ca. 2680 a.C.). Questo re è entrato nella storia grazie all'omonimo poema epico. Secondo la Lista dei re suo padre era un nomade e quindi la Lista non pone in relazione diretta Lugalbanda (terzo re di Uruk) con Gilgamesh (quinto re e «figlio di sconosciuto»). L'ipotesi più plausibile è che Lugalbanda sia semplicemente antenato di Gilgamesh.

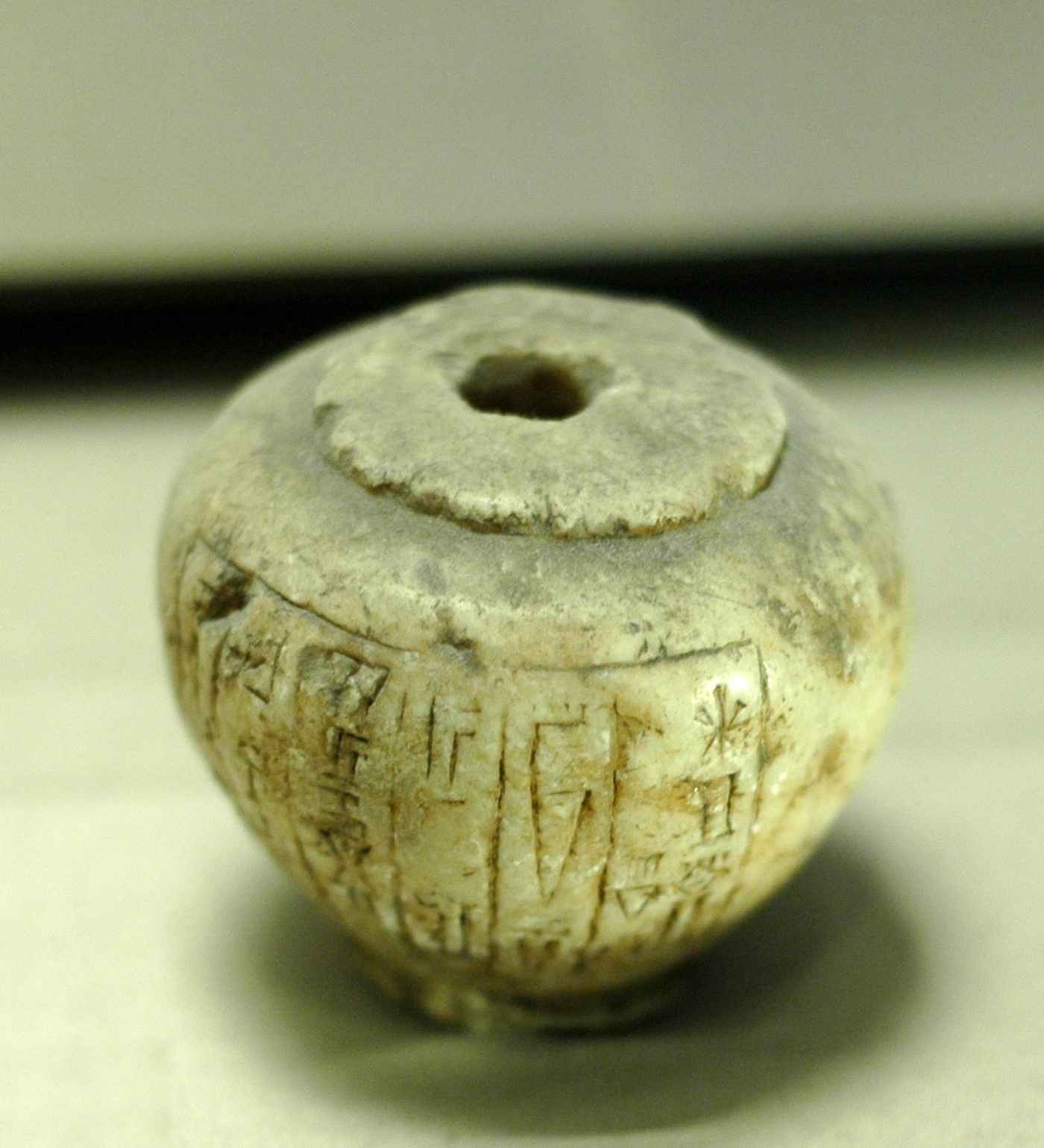
Mazza da guerra dedicata a Gilgamesh (quinto re della dinastia di Uruk secondo la Lista dei re Sumeri) da Urdun, funzionario di Lagash

Gilgamesh, secondo la leggenda, avrebbe costruito o allargato la cerchia di mura di Uruk, conquistato Nippur, abbellito l'Eanna di tesori e restaurato i santuari distrutti nel corso del diluvio. In effetti alcune prove archeologiche confermano che nel 2700 a.C. le mura di questa città furono ampliate. Fino ad oggi, però, non esiste nessuna prova archeologica che possa confermare con assoluta certezza la sua l'esistenza.
- Ur-Nungal (ca. 2620 a.C.), figlio di Gilgamesh. Egli (o forse Gilgamesh) sembra abbia conquistato la città di Kish. Il resto della dinastia continuerà a regnare su Nippur e Kish fino alla sua caduta.

Gli altri re della dinastia furono:
- Udulkalamma
- Labasher
- Ennundaranna
- Meshede
- Melamanna
- Lugalkidul (ca. 2560 a.C.), l'ultimo re della prima dinastia di Uruk. Perse l'egemonia sulla città di Kish per opera di Mesilim di Kish e fu poi abbattuto da Mesannepada di Ur.

Di questo periodo, fra i re della altre dinastie, si possono ricordare il già citato Mesannepada di Ur (ca. 2560-2525 a.C.), fondatore della I dinastia della sua città. Questa figura sembra trovare conferma storica grazie al ritrovamento di un'iscrizione presso la città di Mari, che attesta sia succeduto a suo nonno Meskalamdug e a suo padre Akalamdug. Mesannepada sconfisse Mesilim di Kish, il fondatore della breve Seconda dinastia di quella città, ed assunse il titolo di “Re di Kish”, titolo che sembra essere in seguito usato dalla maggior parte dei re delle dinastie egemoni.
Anche di Mesilim abbiamo conferme archeologiche, in quanto il suo nome si trova accennato su alcuni dei più antichi monumenti della città di Lagash che volle che lo stesso Mesilim facesse da mediatore in una disputa territoriale fra Lugal-shag-engur, sommo sacerdote di Lagash, e il sommo sacerdote della rivale tradizionale, la vicina città di Umma. 
In seguito, i Sumeri conobbero un periodo di decadenza, soprattutto a causa delle continue lotte tra le città-stato.

### Periodo Protodinastico III (ca. 2494-2335 a.C.) (Dinastia di Lagash)

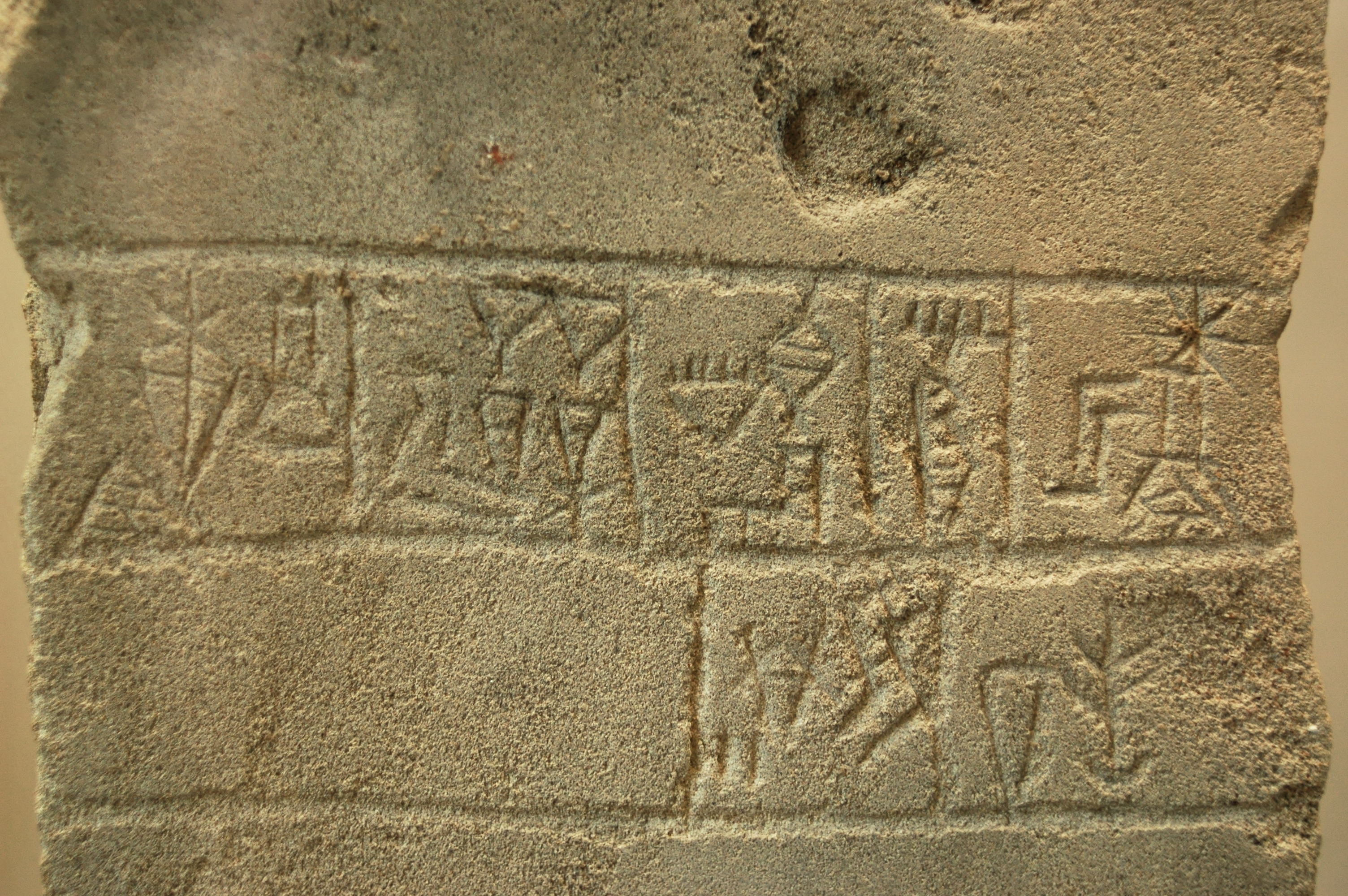
Stele contenente l'iscrizione "Ur-Nanshe, figlio di Gunidu, per Ningirsu". Lagash, periodo protodinastico III (ca. 2550—2500 a.C.). Trova a Telloh, antica Girsu.

La dinastia di Lagash, stranamente non compare sulla Lista dei re, ma abbiamo molte prove archeologiche. Durante questo periodo anche abbiamo le brevi dinastie delle città elamiche di Awan (ca. 2460-2420 a.C.) e di Hamazi (ca. 2450-2430 a.C.).

#### Il re Ur-Nina (ca.2494-2465 a.C.)
Nel 2494 a.C. circa, Ur-Nina (detto anche Ur-Nanshe), sommo sacerdote di Lagash, ottenne l'indipendenza da A-annepadda, figlio di Mesannepada di Ur, e si proclamò re, fondando la I dinastia di Lagash. È possibile che fosse un amorreo proveniente dalla terra occidentale di Tidnum. Ur-Nina fu inoltre un grande costruttore.
Nelle rovine di un edificio, annesso al tempio di Nina, è stato trovato un bassorilievo del re e dei suoi figli, come pure di teste di leoni in onice che ricordano analoghe realizzazioni egiziane su lastre d'onice. Questi erano un "bottino" dedicato alla dea Bau. Un'iscrizione, inoltre, ci rivela che navi di Dilmun portarono legname come tributo da terre straniere.
A Ur-Nina succedette il figlio Akurgal (2465-2455 a.C.), che fu probabilmente ucciso in una guerra contro l'ensi di Umma.

#### Il re Eannatum (2455-2425 a.C.)

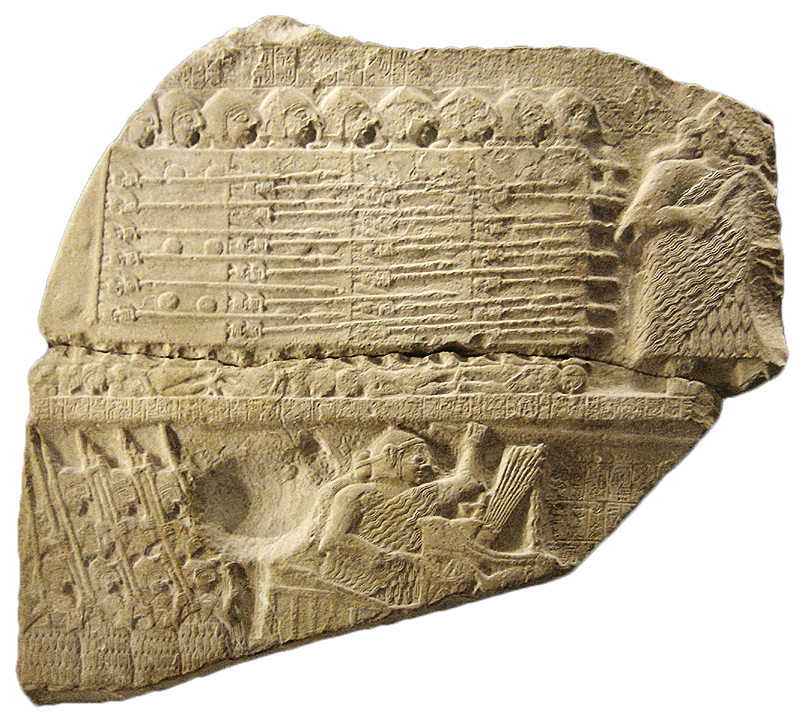
Un frammento della "Stele degli avvoltoi", scoperta nel 1881 a Girsu (oggi Telloh, Iraq) da Édouard de Sarzec. Conservata al Louvre di Parigi

Ad Akurgal succedette il figlio Eannatum, il re più importante di questa dinastia, che nel 2450 a.C. si nominò signore dell'intero distretto di Sumer oltre che delle città di Uruk, di Ur, di Nippur, di Akshak e di Larsa. Egli sconfisse anche la città di Kish, già indebolita da una sconfitta per mano di En-Shakush-Anna di Uruk. Kish, tuttavia, recupererà la propria indipendenza dopo la morte del re. 
Eannatum sconfisse anche Enakalle, il re di Umma, e la città venne resa tributaria: un certo ammontare di cereali era riscosso da ogni suo abitante per esser poi versato nel tesoro della dea Nina e del dio Ingurisa.
Zuzu, re di Akshak, condusse una coalizione del nord contro Lagash. Questi marciarono nel territorio di Lagash, ma furono sconfitti e inseguiti fino alle porte di Akshak. Eannatum venne quindi riconosciuto come re supremo ed assunse il titolo di re di Kish.
Le campagne militari di Eannatum si estesero oltre i confini di Sumer. Egli percorse in armi una parte della terra di Elam, toccò la città di Az sul Golfo Persico e impose tributi anche alla potente città di Mari. Tuttavia molti dei regni che egli conquistò spesso si ribellarono e dovette affrontare molte spesso le invasioni degli Elamiti. Egli riuscì, comunque, ad uscire sempre vincitore da queste battaglie.
Eannatum è famoso in quanto le sue gesta sono incise sulla Stele degli avvoltoi, ora al Museo del Louvre, la quale può essere considerata il primo monumento conosciuto che raffigura fatti storici. Il monumento fu eretto per la vittoria di Eannatum di Lagash su Enakalle di Umma, e su di esso vengono rappresentati i vari avvenimenti della guerra. In una scena il re è in piedi sul suo carro mentre impugna nella destra un'arma ricurva formata da tre barre di metallo tenute insieme da anelli, mentre i suoi seguaci - in gonnellino, elmetti sulle teste e lance nelle mani - marciano dietro di lui.

#### Il re Enannatum I (2425-2405 a.C.)
A lui succedette il fratello Enannatum I. Durante il suo governo Umma, ancora una volta, tentò di affermare la propria indipendenza con Ur-Lumma, che attaccò senza successo Lagash. Lagash però ne uscì indebolita e non poté contrastare l'ensi di Zabala, città vicina ad Umma. Questo, il cui nome era Ili (o Il), conquistò la già indebolita Umma e si proclamò nuovo re della città. Anche Ili attaccò Lagash, ma senza successo. Tuttavia, in questo periodo, Ili, ebbe una certa influenza sulla stessa città di Lagash, la quale perse alcuni territori nel nord del paese.

#### Il re Entemena (2405-2375 a.C.)

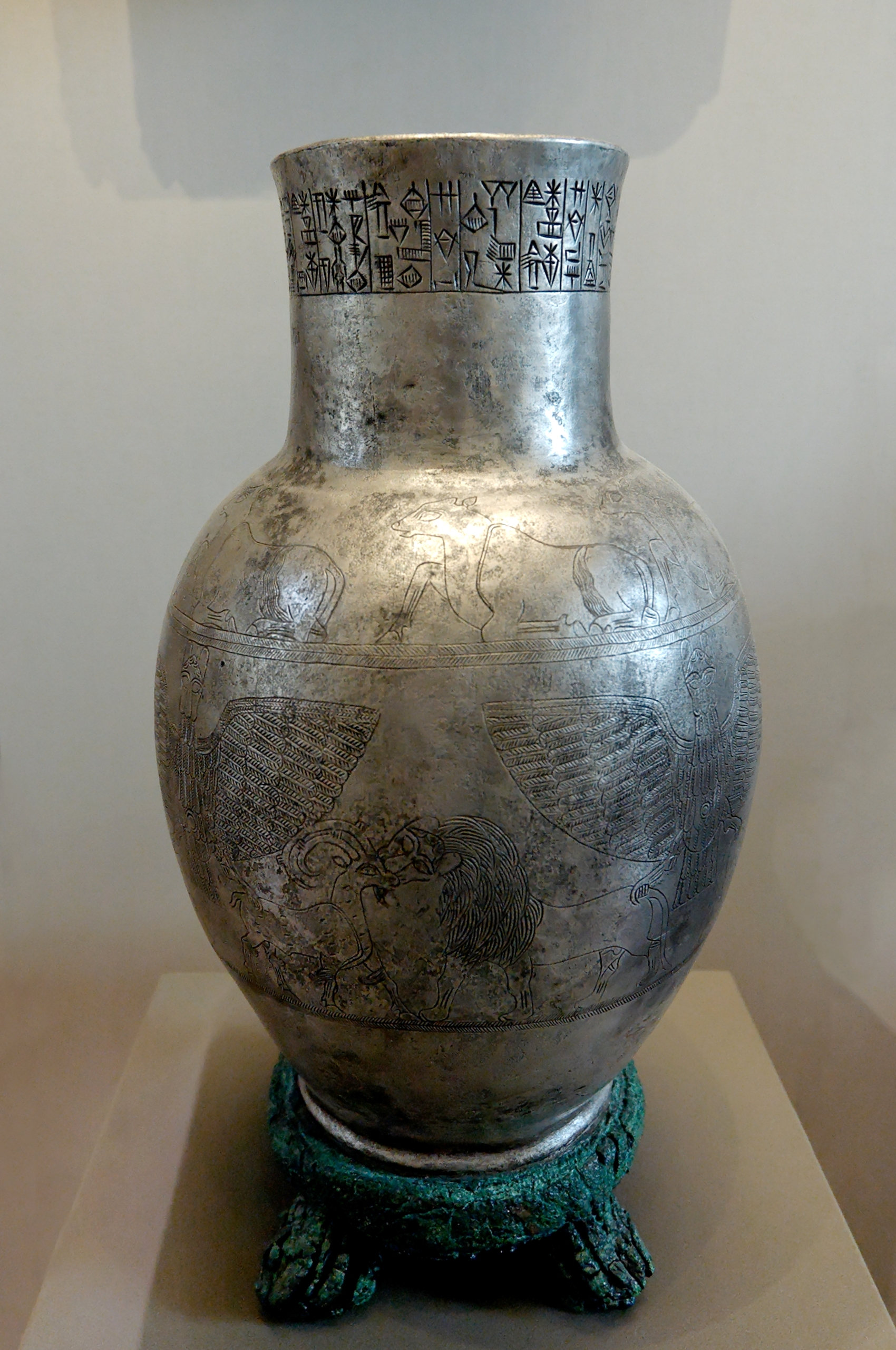
Il "vaso di Entemena", dedicato da Entemena, re di Lagash, a Ningirsu. Argento e rame, ca. 2400 a.C. Trovato a Girsu (odierna Telloh) Un tripode d'argento dedicato da Entemena al suo dio è ora al Louvre. Un fregio di leoni che divorano stambecchi e cervi, inciso con grande capacità artistica, corre intorno al collo, mentre un cimiero a forma d'aquila di Lagash adorna la parte globulare. Il vaso costituisce una prova dell'alto livello d'eccellenza già raggiunta dall'artigianato orafo. Un vaso di calcite, anch'esso dedicato da Entemena, è stato rinvenuto a Nippur.

Il successore di Enannatum I fu suo figlio Entemena che ristabilì il prestigio di Lagash. Ili di Umma fu sottomesso con l'aiuto dell'alleato Lugal-Kinishe-Dudu re di Uruk, successore di Enshakushanna e anch'egli incluso nella Lista dei Re. Lugal-Kinishe-Dudu sembra essere stata la figura predominante di questo tempo, visto che si proclamò governante di Kish e di Ur. Entemena fu l'ultimo grande ensi di Lagash e il suo regno si concluse in pace e prosperità.
A lui succedette il figlio Enannatum II (2375-2365 a.C.). 
A Lagash, intanto, i sacerdoti presero sempre più potere e grazie alla loro influenza riuscirono prima a porre sul trono Enetarzi (2365-2359 a.C.) e poi Lugalanda (2359-2352 a.C.), i quali non migliorarono la situazione economico-sociale, soprattutto del popolo. Furono imposte tasse eccessive in occasioni come le nozze e i funerali, e le terre furono “comprate” dai funzionari ad un costo irrisorio.

#### Il re Urukagina (2352-2342 a.C.)

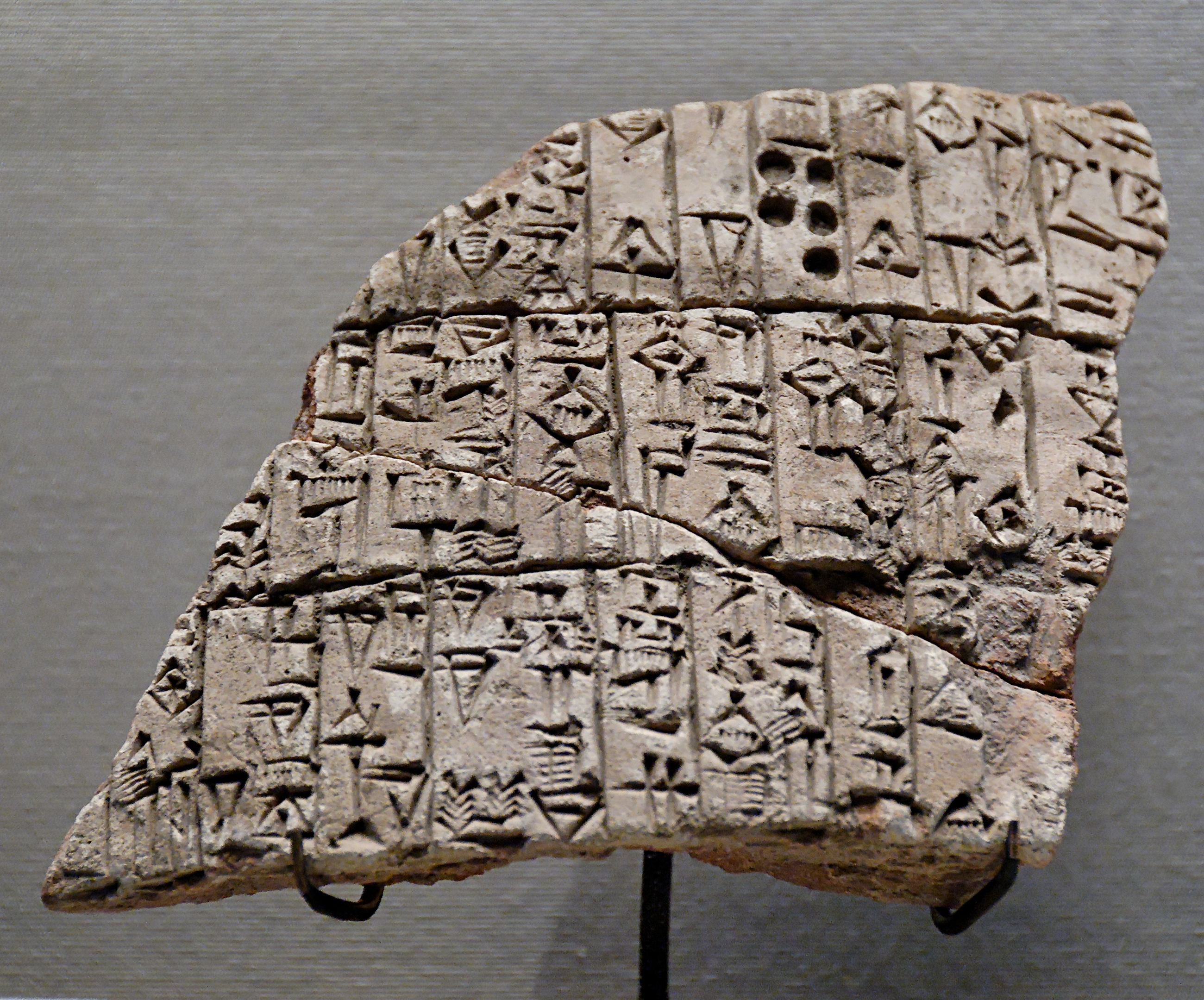
Frammento d'argilla iscritto di Urukagina (o Uruinimgina), lugal (principe) di Lagash. Terracotta, ca 2350 a.C., trovato a Telloh (antica Girsu). L'iscrizione recita:“Uruinimgina ha scavato… il canale nella città-di-NINA. All'inizio, costruì l'Eninnu; alla fine costruì l'Esiraran".

Fu solo grazie a Urukagina (o Uruinimgina) che il potere dei sacerdoti venne notevolmente ridotto. Lui affermò di essere stato scelto dal dio Ningirsu per porre fine all'oppressione dei poveri. Urukagina distrusse la vecchia burocrazia, risanò l'economia, si avvalse di funzionari di controllo, istituì un primo codice legale e diede vita a una sorta di programma di interventi sociali, che tra l'altro contemplava la protezione e l'assistenza alle vedove e agli orfani.

#### Il re Lugalzagesi (2342-2335 a.C.)
I sacerdoti però reagirono e aiutarono Lugalzagesi (il cui nome significa “re dei paesi”), sommo sacerdote di Umma, che detronizzò Urukagina, catturando la città di Lagash e ponendo fine alla sua dinastia. Urukagina fuggì nella città di Girsu, che sembra non cadere sotto l'egemonia di Umma. 
Lugalzagesi, in una lunga iscrizione che egli ordinò fosse incisa su centinaia di vasi di pietra dedicati a En-Lil di Nippur, si vanta che il suo regno fosse esteso "dal mare Inferiore (golfo Persico), lungo il Tigri e l'Eufrate, fino al mare Superiore (Mediterraneo)".
I suoi 25 anni di regno furono però molto violenti e spietati, tanto da creare un forte malcontento negli ensi di Sumer che accolsero l'accadico Sargon come un liberatore quando questi attaccò il re di Umma.

## Impero accadico (2335- 2193)
I venticinque anni di regno di Lugalzagesi, basati sul terrore e le uccisioni, avevano però creato il malcontento degli ensi di Sumer, che accolsero come un liberatore il principe Sargon quando questi, dopo aver preso il potere a Kish e radunato un grande esercito, attaccò il re sumero ad Uruk, lo sconfisse, lo catturò e, prima di farlo uccidere, lo espose al pubblico ludibrio in una gabbia davanti al tempio di Enlil a Nippur.
Sargon in una prima fase conquistò tutte le principali città sumeriche unificando la Mesopotamia sotto il suo dominio. Nelle sue iscrizioni si vanta di «aver vinto 34 battaglie e sottomesso 50 ensi» e di«aver lavato le sue armi insanguinate nel mare inferiore». Nonostante queste numerose vittorie, egli non era ancora riuscito a creare un impero che si estendesse dal Mediterraneo al golfo Persico, visto che il regno di Mari restava indipendente. In una seconda fase Sargon si dedicò all'ampliamento e al rafforzamento delle rotte commerciali con spedizioni fino a Magan (attuale Oman) e Melukka (valle dell'Indo). In una terza fase riprese gli scontri, soprattutto con alcuni regni confinanti ad occidente: l'Elam e Barakhshi. I figli e successori Rimush e Manishtushu risolsero alcune rivolte scoppiate nelle città sumeriche e condussero alcune spedizioni contro popolazioni confinanti.
Con il nuovo successore Naram-Sin l'impero accadico toccò il culmine della sua espansione. Egli condusse alcune importanti spedizioni a nord e a nord-ovest, riuscendo dapprima a sottomettere il paese di Subartu (corrispondente in sostanza all'alta Mesopotamia; Assiria inclusa) e quindi a sconfiggere il potente regno di Ebla. Con queste vittorie Naram-Sin riuscì finalmente a realizzare un impero che si estendeva dal mare inferiore al mare superiore, considerato così significativo sul piano ideologico fin dai tempi proto-dinastici. È da questo periodo che il titolo di "re delle quattro parti della terra" entra nella titolatura reale. Dopo Naram-Sin l'impero accadico entra in una fase di lenta decadenza, fino a quando scompare definitivamente per l'invasione dei Gutei, una popolazione nomade scesa dai Monti Zagros.

## L'invasione dei Gutei (2193-2123 a.C.)

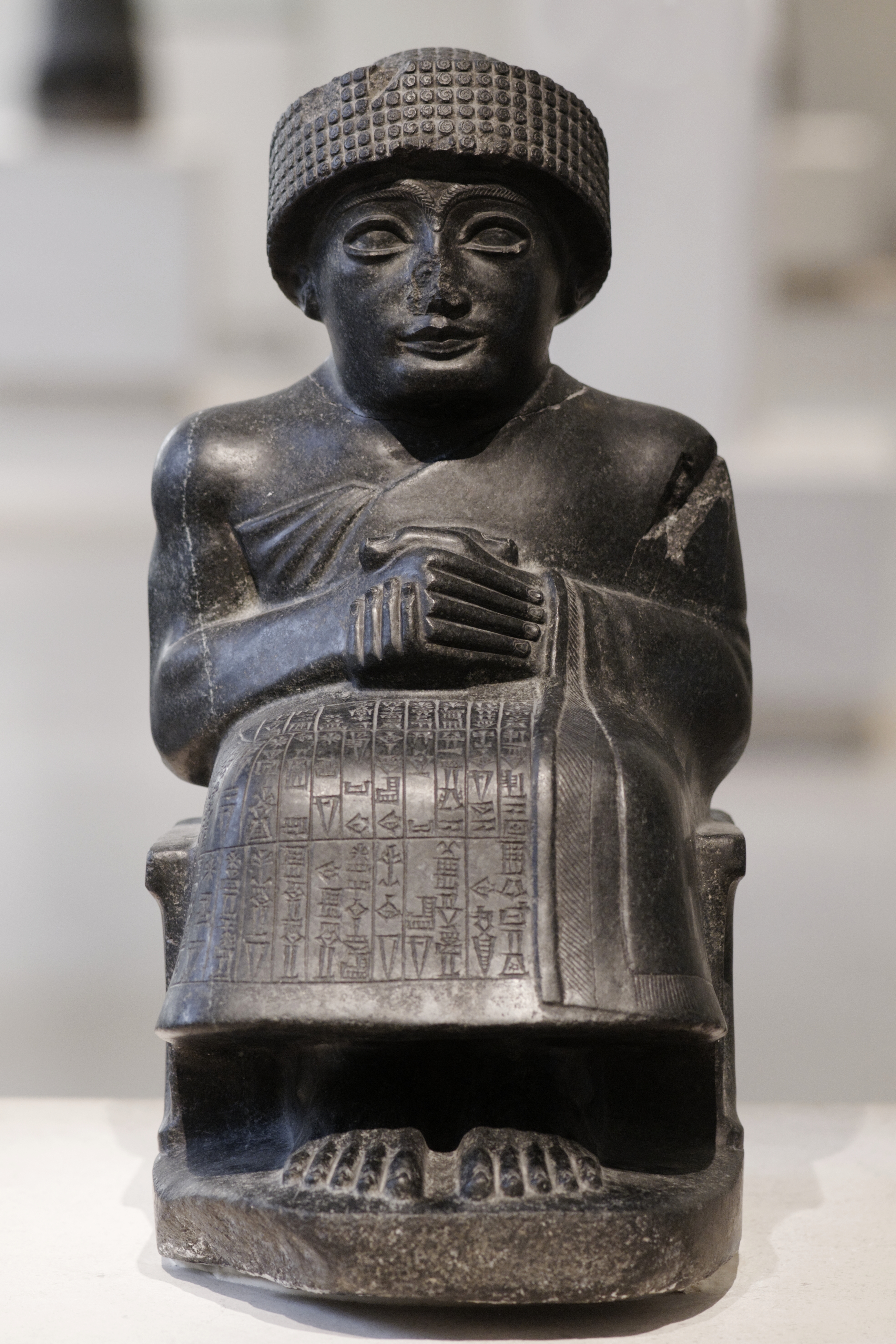
Gudea seduto, statua seduta in diorite dedicata al dio Ningishzida, 2120 a.C. (periodo neo-sumerico), ritrovata tra le rovine di Girsu, Tellō (Iraq meridionale).

Come accennato, verso il 2190 a.C. l'impero accadico, già debole per la vastità del suo territorio che impediva un controllo efficace e la sempre maggiore autonomia delle varie città-stato, fu invaso e distrutto dai Gutei, una popolazione semi-nomade di origine armena.
I Gutei, barbari e poco civilizzati, depredarono tutte le città, trucidando le popolazioni e distruggendo la capitale Akkad. Questa popolazione non lasciò nessuna traccia significativa, in quanto non tentò mai di fondersi e recepire la più avanzata cultura sumerico-accadica.
I re di questa popolazione sembrano regnare soltanto da uno a tre anni, il regno più lungo è di sette anni. I Gutei non furono mai numerosi ed occuparono solo poche posizioni strategiche, come la città di Nippur. Durante questo lasso di tempo non fu più presente un governo centrale, ma non per questo si assistette ad un crollo completo della civiltà. Come detto, infatti, in questo periodo le città-stato sumeriche più importanti riuscirono a mantenere una certa indipendenza.

### Gudea (2142-2122 a.C.)
Verso il 2140 a.C., il famoso re di Lagash, Gudea, secondo re della III dinastia di Lagash, tentò di riportare la cultura sumerica ai vecchi splendori: intraprese la costruzione di imponenti opere pubbliche, vennero intensificati i commerci ed eretti grandiosi templi (le fonti indicano che Gudea non badò a spese per la ricostruzione del tempio di Ningirsu). Fu proprio in questi decenni che la cultura e l'arte sumera raggiunsero vette molte elevate, come dimostrano i ritrovamenti di numerose statue di pregevole fattura (molte delle quali rappresentano lo stesso Gudea).

### Utukhegal (2123-2113 a.C.)
Durante l'invasione dei Gutei vi furono alcuni ensi che collaborarono con i Gutei, altri, come quello di Uruk, che vi resistettero. La rivolta per l'indipendenza sumerica ebbe inizio proprio da Uruk con il re Utukhegal, che riuscì a respingere la popolazione barbarica, governata dal re Tirigan (“drago della montagna”) che fu fatto prigioniero. 
Utukhegal riuscì a imporre il suo controllo su gran parte di Sumer, dando al paese una parvenza di stabilità. Sembra che morì in un incidente, in quanto un testo dichiara che “il suo corpo fu trascinato via dal fiume”.  Altri testi, tuttavia, alludono al fatto che fu assassinato.

## La III Dinastia di Ur e la rinascita neo-sumerica
Dopo la morte di Utukhegal, un suo generale di nome Ur-Nammu, si proclamò re di Ur, sottomettendo Uruk e uccidendo Namhani, il traditore di Lagash. Lui fonderà quella che sarà poi nota come Terza dinastia di Ur (Ur III).
Fu un periodo di pace e prosperità per la cultura sumerica, che con questa dinastia arrivò a controllare un territorio esteso quanto quello dell'impero accadico. Il potere si fondava su una struttura fortemente centralizzata, rappresentata da un massiccio apparato burocratico.
L'impero di Ur III restaurò il sumerico come lingua ufficiale e promosse la cultura sumerica. I re di Ur, in effetti, sono conosciuti più per i loro progetti di costruzione e i contributi in ambito culturale, che per le loro prodezze in battaglia.

### Ur-Nammu (2113-2095 a.C.)
Come detto, Ur-Nammu fu il fondatore della III dinastia di Ur. Trasferì la capitale ad Ur che venne fortificata e abbellita attraverso il restauro di templi e altre opere pubbliche, come i canali di irrigazione. 

Ur-Nammu conquistò vari territori, estendendo il suo potere su tutto il Sumer e la maggior parte dell'Assiria. Conquistò anche territori in Siria (inclusa Ebla) e ad Elam. Per tutto il suo regno, inoltre, dovette combattere contro i Gutei, che rappresenteranno sempre una minaccia.
Ur-Nammu è entrato nel mito come Gilgameš, attraverso il racconto del "Viaggio di Urnammu negli inferi", nel quale anche lui, come l'eroe dell'epopea sumera, ricerca l'immortalità.

### Shulgi (2095-2047 a.C.)
Shulgi, figlio di Urnammu, inaugurò un periodo di prosperità. Lui fu il primo vero re sumerico a proclamare se stesso dio (ma non il primo in assoluto, in quanto, come detto, ciò era già accaduto al tempo della dominazione accadica, sotto il re Naram-Sin). Prima di lui il potere del re traeva la sua forza dall'idea di un'investitura di carattere divino. 
Shulgi riorganizzò la gestione del regno e l'impero rimase in gran parte intatto, con i funzionari provinciali diventati ensi ma senza poteri militari. Di Shulgi è nota la grande costruzione di un sepolcro sotterraneo per sé e per i suoi genitori, sito nella necropoli reale di Ur. Lui (o forse suo padre) stabilì il più antico codice di leggi conosciuto.
Gli succedette suo figlio Amar-Sin (2047-2038 a.C.) che condusse numerose battaglie contro gli Amorriti e guerre in Siria contro gli Hurriti.

### Shu-Sin (2038-2029 a.C.)
Fratello di Amar-Sin, anche Shu-Sin si proclamò dio. Sotto il suo regno fu persa l'Assiria e tribù semite occidentali iniziarono a premere ai confini. Fece quindi costruire una linea di fortificazioni lunga 270 km sul medio Eufrate, poco a nord di Babilonia. In questo periodo sono attestate rotte commerciali fino all'India. Costruì anche un famoso tempio non noto al mondo contemporaneo.

## La fine definitiva della civiltà sumera

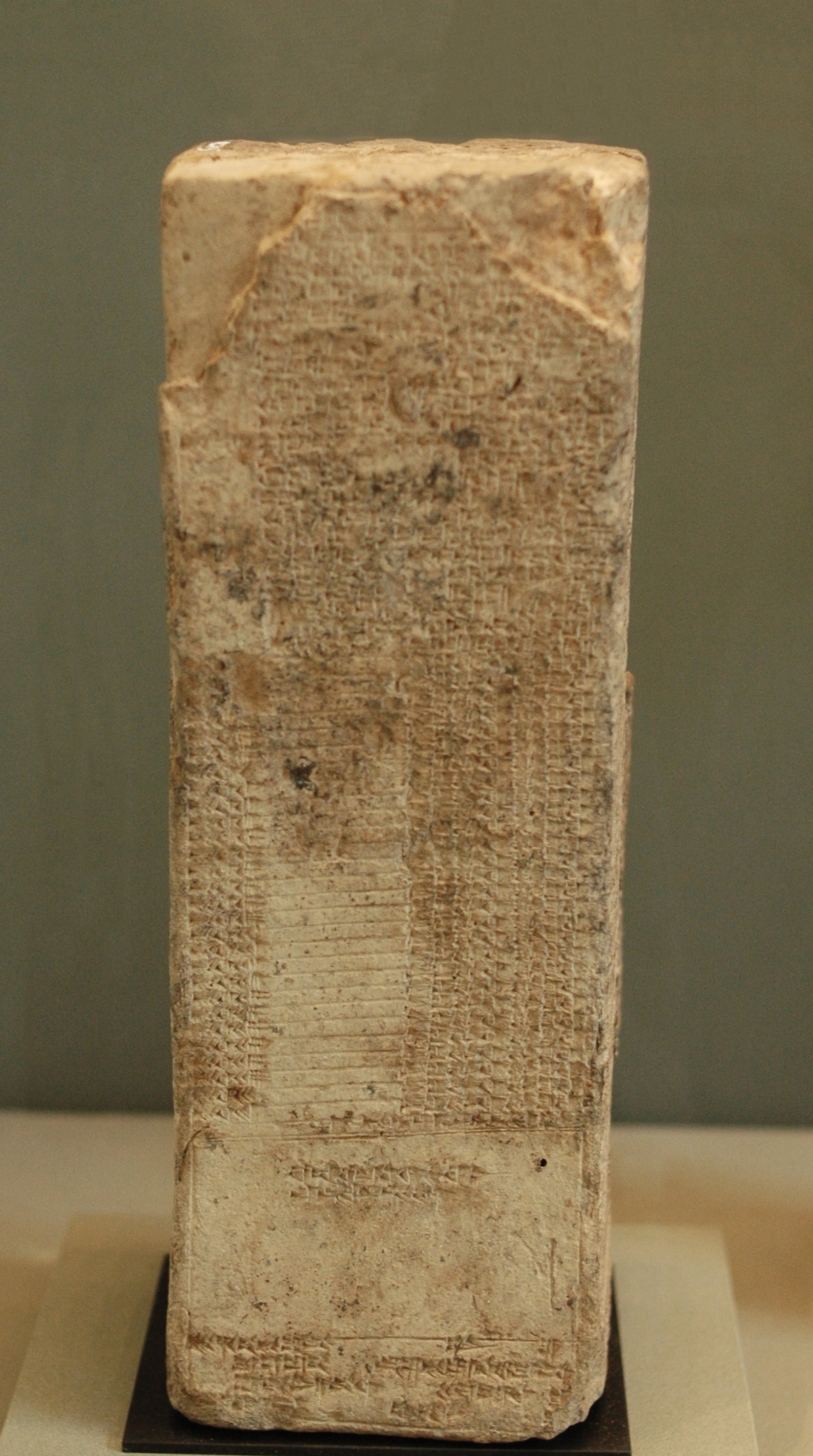
Lista dei re di Larsa. Terracotta, Larsa, ca. 2025–1763 a.C. (39º anno del regno di Hammurabi).

### Ibbi-Sin (2029-2004 a.C.)
Fu l'ultimo re della città di Ur. I sempre più frequenti attacchi delle tribù semitiche degli Amorrei e degli Elamiti, causarono la rapida disgregazione del regno. Molte città furono perdute e Sumer fu messa a ferro e fuoco. In questi anni Ibbi-Sin mise un funzionario, Ishbi-Erra, a capo di Nippur e Isin. 
Ishbi-Erra si rivoltò contro il suo stesso re, conquistando vari territori e facendo prigionieri gli ensi che sottostavano ad Ibbi-Sin. Infine gli Elamiti saccheggiarono Ur, catturarono Ibbi-Sin che fu portato ad Elam, dove morì in data sconosciuta. 
La caduta della III dinastia di Ur significò la fine dello stato e del potere sumerico, ma non la fine della sua cultura, in quanto essa sarà la base sulla quale si svilupperanno tutte le successive culture della Mesopotamia, a partire da quella babilonese.

## Il periodo di Isin-Larsa
Dopo la caduta della III dinastia di Ur, si sviluppò una fiera rivalità fra le città-stato di Larsa - che subiva assai più l'influenza elamica piuttosto che quella sumerica - e di Isin, che era più che altro amorrea. Queste due città cercarono di restaurare la gloria della III dinastia di Ur, ma con scarsi risultati. Questo periodo viene detto “Ultimo periodo” o “Periodo di Isin” ma viene spesso associato all'"Antico periodo Babilonese". (Per approfondire si veda la storia delle due città: Isin e Larsa.)
Dopo la caduta di Isin, anche Larsa fu sconfitta da Babilonia nel 1763 a.C.: Hammurabi sconfisse Rim-Sin di Larsa divenendo l'unico sovrano di Sumer e Akkad. La civiltà babilonese prese totalmente il sopravvento su quella sumerica che gradualmente entrò a far parte del patrimonio degli studiosi dell'antichità.
Un numero esiguo di storici sostiene che alcuni Sumeri agirono in un certo senso per conservare la propria identità, costituendo i Magi, ossia la casta sacerdotale ereditaria.